# Université nationale du Lesotho
L'université nationale du Lesotho (en anglais : National University of Lesotho) est une université située à Roma au Lesotho.

## Personnalités liées à l'université

### Étudiants
- Phumzile Mlambo-Ngcuka, femme politique, vice-présidente de la République.
- Wendy Luhabe, entrepreneuse sud-africaine.
- Ellinah Wamukoya, évêque anglicane.
- Matchepo Ramakoae, femme politique, ministre des Affaires étrangères.